# 魏綰
魏綰，平越人，清朝政治人物。举人出身。
雍正十三年（1735年），擔任清朝廣州府南海縣知縣。后由王如珩接任。